# Ops (gudinna)
Ops eller Opis (Latin; rikedomar, överflöd) är en romersk skördegudinna och gudinna för fertiliteten och är av sabinskt ursprung. En annan romersk jordgudinna är Tellus/Terra.
Ops hade ett tempel på Capitolium och ett på Forum Romanum. Hennes festdagar firades 25 augusti (Opipconsiva) och 19 december (Opalia).